# Pluteus izurun
Pluteus izurun P. Arrillaga 2014 es un hongo basidiomiceto de la familia Pluteaceae. Fue descubierto en San Sebastián en 2011.

## Descubrimiento
Fue descubierto en San Sebastián el 18 de agosto de 2011 por Pedro Arrillaga, responsable de Micología de la Sociedad Aranzadi, en los alrededores del estadio de Anoeta. Teniendo en cuenta que el hábitat de otras especies similares es tropical, la presencia de esta especie en la península ibérica parece condicionada por las altas temperaturas y humedad relativa presentes en la zona cuando se realizó el descubrimiento.

## Etimología
Fue bautizado en homenaje al nombre documentado más antiguo que se conoce del primer asentamiento humano de la zona de San Sebastián.